# 허성택

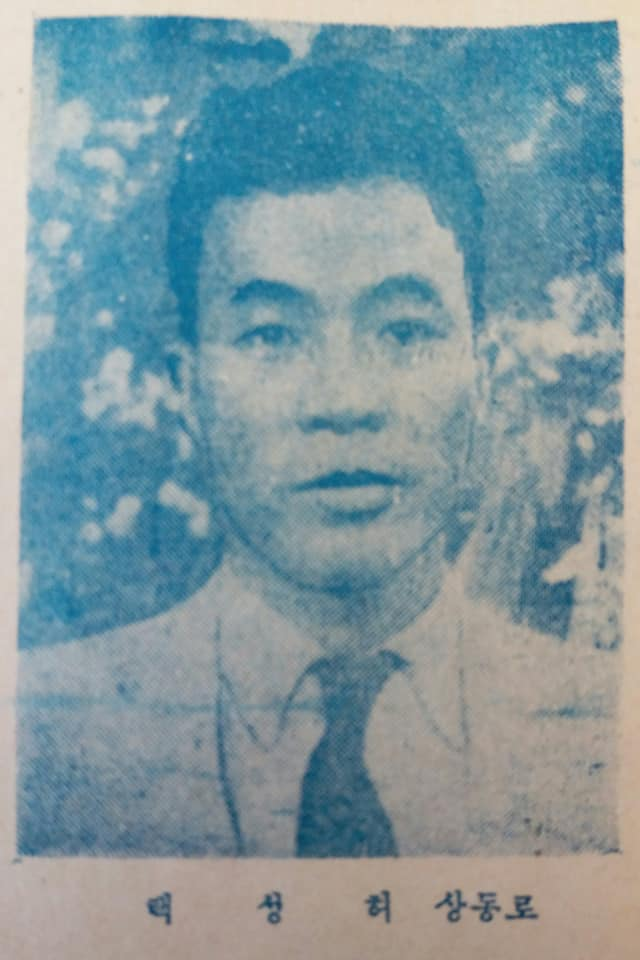

허성택(許成澤, 1908년 함북 성진 출생 ~ ???)은 한국의 노동운동가, 독립운동가이며, 조선민주주의인민공화국의 정치인이다.

## 생애
함경북도 성진에서 자란 그는 1927년 일제강점기 당시의 조선에 존재했던 노동조합과 연대하여, 반일운동을 주도했다. 당시 가명으로는 허국택, 허성탁, 허영식 등등을 사용했다. 1930년대 초중반에 들어 조선 내에서 사회주의와 경제 지식이 없이는 노동, 독립운동에 관여하기가 힘들다는 것을 깨달은 그는 1933년 소련으로 망명하였고, 그곳에서 모스크바동방노력자공산대학을 졸업한다. 그는 1935년 조선 반도 내로 돌아와, 노동조합과 연대해 일제를 향한 적극적인 파업과 반일운동에 투신하다가 1936년 성진농민조합사건으로 3년 간 형무소에서 복역하게 된다. 그는 1940년부터 조선공산당 재건 운동에 참여하였고, 해방 후 남로당계 산하 노동운동 단체인 조선노동조합전국평의회를 조직했고, 이 단체의 의장이 된다.
그는 1946년 9월에 해방 조선기중 가장 큰 파업이었던 조선노동조합전국평의회의 '9월총파업'을 일으켰다. 그러나, 반공청년단과 미군정 경찰의 무력진압으로 실패로 돌아갔고, 그는 1년 간 잠적하다가, 적발되어 형무소에서 1년 복역을 하게 된다. 1948년 4월 그는 월북해 조선민주주의인민공화국 내각 구성원이 되었다. 1956년 조국통일민주주의전선 중앙위원, 1957년 5월 조선직업총동맹 중앙위원, 8월 제2기 최고인민회의 대의원으로 선출되었다. 1957년 9월 석탄공업상이 되었다. 이후 기록은 존재하지 않는다. 일각에서는 조선민주주의인민공화국 내 반종파투쟁으로 숙청 겸 좌천되었을 것으로 추정하고 있다.
- 1934년 모스크바동방노력자공산대학 졸업.
- 1945년 귀국 후 농민·노동조합조직 활동
- 1948년 8월 조선노동 당 중앙위원.
- 1948년 9월 제1차 내각 노동상[1]
- 1954년 내각 교통성 부상
- 1957년 9월 내각 석탄공업상
- 1958년 조선민주주의인민공화국 노력훈장 수여